# Horace Émile Say
Horace Émile Say (Noisy-le-Sec, 11 de marzo de 1794 - Sceaux, 24 de julio de 1860) fue un economista francés de la escuela liberal francesa perteneciente a la familia Hugonote  Say.

## Biografía
Horace Émile Say es hijo de Jean-Baptiste Say (1767-1832), un economista francés. Estudió en Ginebra y fue aprendiz de un comerciante matriz. Estuvo en Estados Unidos en 1813, luego en Brasil en 1815, donde permaneció diez años. En 1818, fundó en París una casa para el comercio de exportación. El 5 de diciembre de 1822, se casó con Anna Cheuvreux, hermana de Casimir Cheuvreux, que pertenece a una rica familia de comerciantes textiles. Fue nombrado juez en el  tribunal comercial del  Seine en 1831, miembro de la cámara de comercio en 1834, miembro del  consejo municipal y del  consejo general del Sena en 1837. Fue profesor de economía industrial en el "National Conservatorio de Artes y Oficios" de París y profesor de economía política en el Collège de France. Fue consejero de estado desde 1849 hasta 1851.
Fue el editor principal de las obras de su padre, Jean-Baptiste Say. Es uno de los miembros fundadores de la "Revista de economistas" en 1841 y uno de los colaboradores del "Diccionario de comercio y materias primas". en 1837 y en el Diccionario de economía política  De 1848 a 1851, dirigió el principal estudio de la Cámara de Comercio e Industria sobre la industria en París, del que también fue relator. Este trabajo fue recompensado con el premio Montyon de estadística otorgado por la  Académie des sciences en 1853. Fue elegido miembro de la Academia de Ciencias Morales y Políticas en 1857.
Está enterrado en la división cementerio Père-Lachaise.
Horace Émile Say es el padre del economista y político  Jean-Baptiste Léon Say.

## Defensa contra la concesión
En la década de 1840, junto con otros liberales, Say abogó por la eliminación de la concesión, "un modo molesto de aumentar los impuestos"  que ataca a todos los bienes y mercancías que entran en París. En medio de alrededor de sesenta edificios de concesión, construidos por el arquitecto Claude Nicolas Ledoux en 1785, se encuentran alrededor de la capital. Según los cálculos de Say, los costes de recaudación de este impuesto que ascienden a 2 millones de francos franceses, por 48 millones de recibos, de los cuales los 25 millones que van a la ciudad no pueden cubrir sus gastos y menos aún financiar su desarrollo. Say también señala que el auge de los ferrocarriles pronto hará que su percepción sea inmanejable, mientras que, para escapar de ella, cada vez más parisinos están estableciendo sus negocios en los suburbios. A la espera de la reforma fiscal, Say propone sustituir la subvención por un préstamo. Sin embargo, apenas hay ilusiones:
Si el innovador insiste, a veces aceptamos reconocer que básicamente tiene razón, en principio, en teoría; lo que, en términos burocráticos, significa que no tiene sentido común; y en cualquier caso, nos apresuramos a declarar que el momento sería bastante inoportuno para producir tales ideas. Si el país está tranquilo, si los ingresos son buenos, es necesario, no hay que dejar de decir, apresurarse para aprovechar el puesto, pagar las viejas deudas, comenzar obras mayores; aún no es el momento de pensar en revisar la base imponible. Si hay una crisis, si la cosecha es mala, si hay miedo a la guerra, es demasiado tarde para pensar en ello.
De hecho, esta idea no es nueva, ya en 1788, la asamblea de notables (de Francia) planea levantar las barreras internas y trasladar las aduanas a la frontera (del Reino de Francia) a través de un mecanismo tarifario general moderado.
En última instancia, en la concesión, no sin antes haber sido repetidamente impugnada y reformada, relajada y restaurada, desaparece, en el momento en que los parisinos sufren el racionamiento impuesto por la Europa bajo dominación nazi. A partir de entonces, solo quedan los derechos de aduana y la concesión para los departamentos de ultramar.
El deseo de Horace Émile Say se hace realidad y, como resultado, los municipios solo pueden financiarse a sí mismos mediante otros Impuestos locales en Francia o mediante donaciones proporcionadas por el estado central.

## Publicaciones
- Histoire des relations commerciales entre la France et le Brésil, et considérations générales sur les monnaies, les changes, les banques et le commerce extérieur (1839)
- Études sur l'administration de la ville de Paris et du département de la Seine (1846)
- Paris, son octroi et ses emprunts (1847) disponible en Gallica leer en línea
- Statistique de l'industrie à Paris (1847-1848) disponible en Gallica leer en línea